# Olga Dutková
PhDr. Olga Dutková, roz. Turkiňáková (též ukrajinsky jako Ольга Дутко, 3. července 1910 – 5. května 2004, Praha) byla česká muzikoložka a sbormistryně ukrajinského původu.

## Život

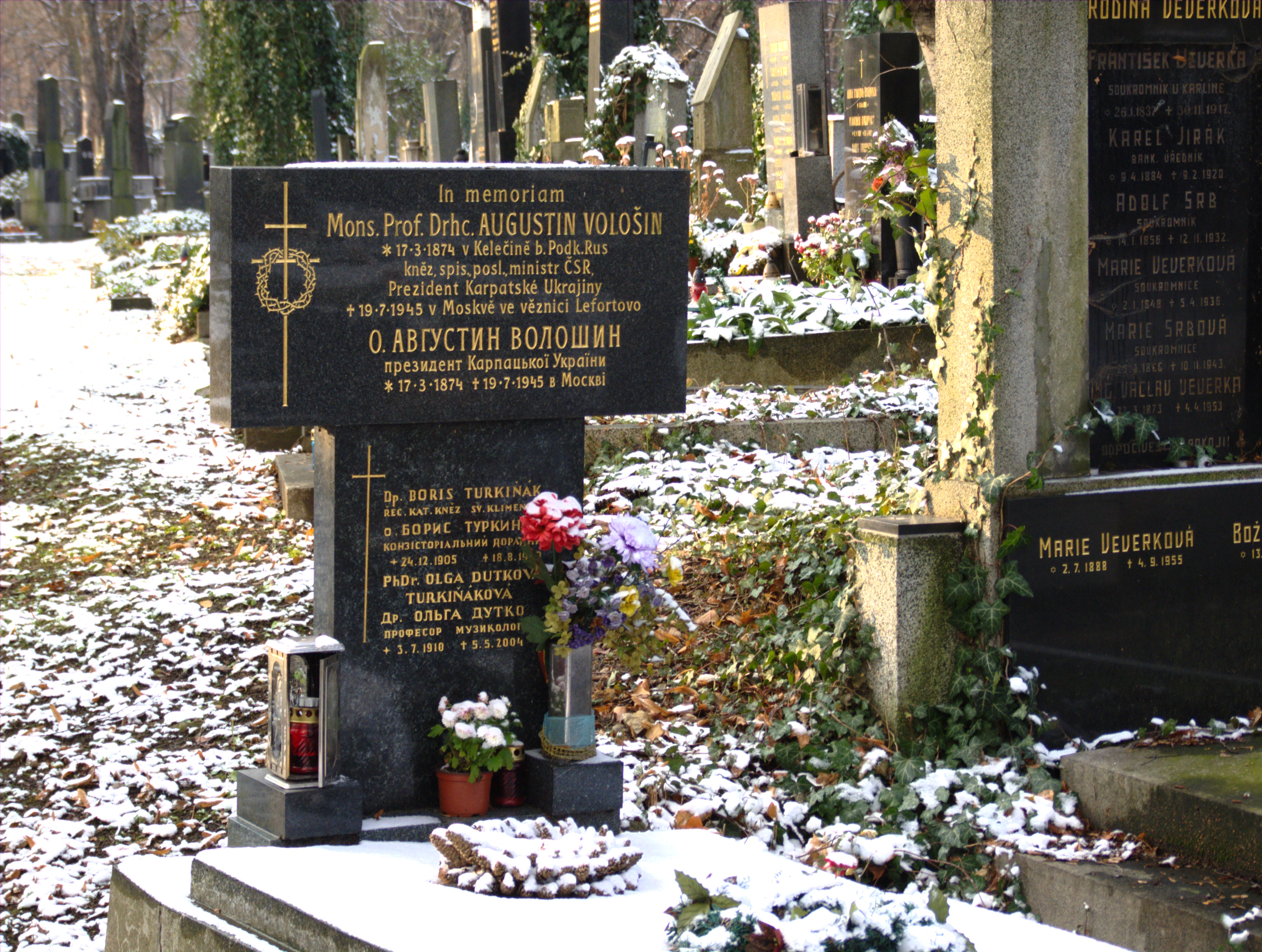
Hrob Olgy Dutkové a Augustina Vološina na Olšanských hřbitovech.

Narodila se do ukrajinské rodiny. Jejím bratrem byl řeckokatolický duchovní od sv. Klimenta dr. Boris Turkiňák.
Po studiu na Filosofické fakultě Univerzity Karlovy se Olga věnovala hudební etnografii a paleografii, zejména pak pravoslavné duchovní hudby a působila jako hudební pedagog.
V roce 1957 založila smíšený komorní sbor Collegium musicae slavicae Praga, pozdějším názvem Byzantion, v jehož čele stála do roku 1996. Pro sbor upravila některé ukrajinské lidové písně. 
Olga Dutková zemřela v Praze 5. května 2004 a byla pochována v pravoslavné části Olšanského hřbitova ve sdíleném hrobě s manželem Borisem a duchovním Augustinem Vološinem (1874-1945), prezidentem Karpatské Ukrajiny. 